# مسألة ن من الأجسام

مسألة ن من الأجسام (بالإنجليزية: n-body problem) في الفيزياء هي مسألة تنبؤ بالحركات الفردية لمجموعة من الأجرام السماوية التي تتفاعل مع بعضها جذبويًا. نشأ حل هذه المسألة من الرغبة في فهم حركات الشمس والقمر والكواكب والنجوم المرئية. في القرن العشرين، أصبح فهم ديناميكا نظم التجمعات العنقودية النجمية مثالًا هامًا في مسألة ن من الأجسام. يصعب حل مسألة ن من الأجسام جدًا في النسبية العامة.
تمكِن صياغة المسألة الفيزيائية بشكل غير رسمي كالآتي:
بمعرفة الخصائص المدارية شبه الثابتة (الموقع الحالي والسرعة والزمن) لمجموعة من الأجرام السماوية، يمكن التنبؤ بقواتها التفاعلية؛ ثم التنبؤ بحركاتهم المدارية الحقيقية في أي زمن من المستقبل.
لهذا السبب، أمكن حل مسألة الجسمين بالكامل وهو موجود بالأسفل، كما مسألة الأجسام الثلاثة المشهورة.

## التاريخ
بمعرفة نيوتن لثلاثة مواقع مدارية -حصل عليها من الفلكي جون فلامستيد- على مدار الكوكب، تمكن من تكوين معادلة للتنبؤ بحركة الكوكب عن طريق الهندسة التحليلية المباشرة؛ لإعطائه خصائصه المدارية من الموقع والقطر المداري والمدة الزمنية والسرعة المدارية. بعد فعل هذا، سرعان ما اكتشف نيوتن والآخرون على مدى بضع سنوات أن معادلات الحركة هذه لم تتنبأ بخصائص بعض المدارات على نحو جيد أو حتى بشكل صحيح. أدرك نيوتن أن السبب هو أن القوى الجذبوية المتفاعلة بين كل الكواكب كانت تؤثر على كل مداراتها.
ينفذ الاكتشاف المذكور بالأعلى مباشرة إلى لب الأمر عن ماهيّة مسألة ن من الأجسام تحديدًا في الفيزياء: لا يكفي تحديد الموقع المبدئي والسرعة فقط ولا حتى الثلاثة مواقع المدارية، لتحديد مدار الكوكب الفعلي: يجب كذلك معرفة القوى الجذبوية المتفاعلة. ومن هنا جاء الوعي بمسألة ن من الأجسام ونشأتها في وقت مبكر من القرن السابع عشر. تتفق هذه القوى الجذبوية بالفعل مع قوانين الحركة وقانون الجذب العام لنيوتن، لكن التفاعلات العديدة (لعدد ن من الأجسام) جعلت الحل الدقيق أمرًا يصعب الحصول عليه. ومن المفارقات أن هذا التوافق أدى إلى نهج خاطئ.
لم تُصَغ مسألة ن من الأجسام تاريخيًا بشكل صحيح بعد زمن نيوتن؛ لأنها لم تُرجع إلى هذه القوى الجذبوية المتفاعلة. لم يقل نيوتن هذا صراحةً لكنه لمّح إليه في الأصول أن مسألة ن من الأجسام لا يمكن حلها بسبب هذه القوى الجذبوية المتفاعلة. يقول نيوتن في كتابه الأصول، في الفقرة 21:
توجد هذه القوة الجاذبة في كلا الجسمين. تجذب الشمس المشتري وغيره من الكواكب، ويجذب المشتري أقماره التي تجذب بعضها البعض. وبالرغم من أننا يمكننا الفصل بين تأثير أحد الكوكبين المتزاوجين على الآخر، ويمكن اعتبارهما فعلين مختلفين يجذب كل منهما الآخر به، فلا يعتبر الجسمان جسمين بل عملية بسيطة بين طرفين؛ نظرًا لكون العمليتين بين نفس الجسمين. يمكن أن يشد كل من الجسمين الجسم الآخر من خلال انقباض حبل موجود بينهما. سبب هذا الفعل ذو شقين، أي إزاحة كل من الجسمين، ويكون الفعل نفسه ذا شقين، بقدر ما هو على جسمين، بقدر ما هو بين جسمين فهو فعل واحد مفرد...
استنتج نيوتن من خلال قانونه الثالث للحركة أنه «وفقًا لقانونه، يجب أن تجذب كل الأجسام بعضها». تعَد هذه العبارة الأخيرة -التي تتضمن وجود قوى جذبوية متفاعلة- مفتاحًا لحل المسألة.
كما هو موضح بالأسفل، تتفق المسألة أيضًا مع المبدأين غير النيوتونيين الأول والثاني لجون لورن داليمبير، ومع خوارزمية مسألة ن من الأجسام اللاخطية، تسمح الأخيرة بحل مغلق لحساب تلك القوى المتفاعلة.  
اعتبرت مسألة إيجاد حل عام لمسألة ن من الأجسام أمرًا في غاية الأهمية والصعوبة. بالفعل في أواخر القرن التاسع عشر، حدد أوسكار الثاني ملك السويد جائزة لأي أحد يمكنه إيجاد حل لهذه المسألة، بناءً على نصيحة جوستا ميتاج ليفير.